# Pilipectus
Pilipectus là một chi bướm đêm thuộc họ Erebidae.